# 75842 Jackmonahan
75842 Jackmonahan è un asteroide della fascia principale. Scoperto nel 2000, presenta un'orbita caratterizzata da un semiasse maggiore pari a 2,7763555 UA e da un'eccentricità di 0,1422973, inclinata di 1,86133° rispetto all'eclittica.